# Consorzio di bonifica pianura di Ferrara
Il Consorzio di bonifica pianura di Ferrara è un Ente di diritto pubblico costituito il 1º ottobre 2009 con Legge Regionale n. 5 del 24 aprile 2009. Riunisce i 4 consorzi di bonifica ferraresi. È il più grande d'Italia sia per consistenza della contribuenza che per numero di persone.
Il Consorzio garantisce all'interno del proprio comprensorio, attraverso una complessa rete di canali e di impianti di bonifica, il deflusso delle acque piovane provenienti dalle aree agricole ed urbane e garantisce altresì la distribuzione delle acque per l'irrigazione in agricoltura e per l'ambiente.

## Storia

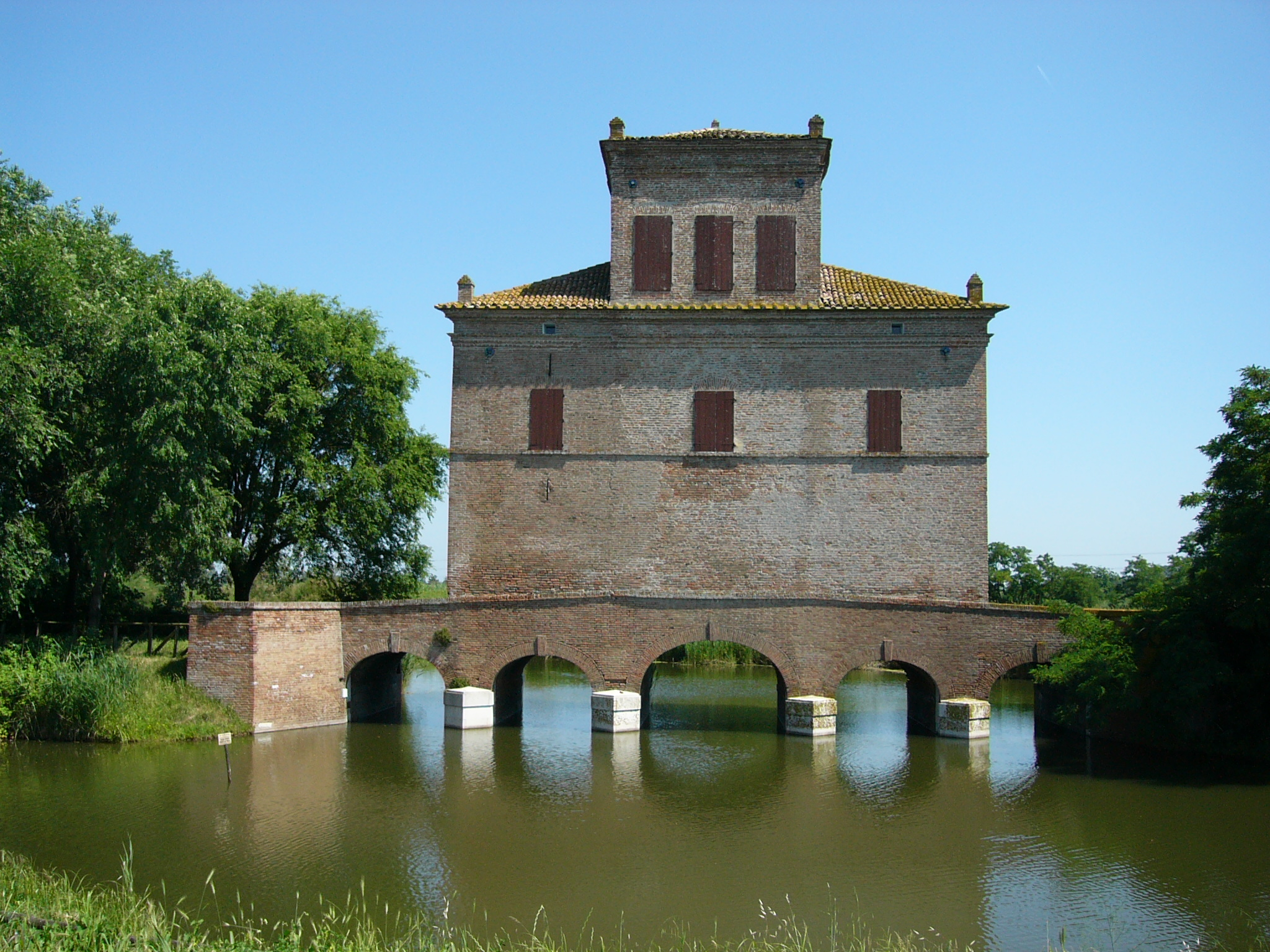
Torre Abate.

Le prime opere di bonifica estensiva delle paludi nel territorio ferrarese furono quelle realizzate dagli Estensi presso Ferrara (Casaglia, Diamantina e Sammartina) e, soprattutto, la Grande Bonificazione del Polesine di Ferrara, che è stata condotta a termine nel 1580 con strenua volontà da Alfonso II D'Este, coadiuvato dai più insigni tecnici del tempo, tra cui l'Aleotti. Ma in questa bonifica, in breve tempo tornò la palude: dei 400 km² prosciugati, solo 160 km² risultavano coltivabili nel 1639 e solo una cinquantina nel 1782. Vari fattori concorsero a questo primo fallimento, ma il principale fu l'abbassamento del suolo per costipamento dei terreni e dovuto al prosciugamento stesso. La bonifica fu ripetuta nel corso del XIX secolo, con l'ausilio del nuovo strumento: la macchina a vapore che avrebbe azionato le idrovore per sollevare l'acqua. L'impresa ebbe successo perché si sfruttarono le esperienze maturate dagli Estensi, come ad esempio il criterio di tener separate le acque alte dalle acque basse su grandi comprensori bonificati. I lavori, attuati dalla “Ferrarese Land Reclamation Company” iniziarono nel 1872. Nello stesso anno venne completata la Bonifica di Mazzore, nell'area a sud ovest di Ferrara. La Grande Bonificazione Ferrarese, di oltre 54.000 ettari, vide la costruzione del gigantesco impianto idrovoro di Codigoro (1872-1874), dove affluivano tutte le acque di scolo dell'immenso bacino.
Sempre con mezzi meccanici, nel 1873 venne completata la Bonifica di Argenta e Filo (6.840 ettari) e nel 1883 la Bonifica di Galavronara e Forcello (2.180 ettari a sud est di Portomaggiore). Molte altre terre sono state bonificate con impianti idrovori a carbone e con i primi impianti elettrici dell'inizio del 1900. Le ultime opere di bonifica sono: la Valle Giralda (1958), la Valle del Mezzano (1964) e Valle Falce (1969).
I terreni a sud-ovest di Ferrara erano soggetti al continuo spandimento delle acque del Reno, che concludeva il suo percorso nelle grandi paludi di Marrara e del Poggio. Conclusa l'inalveazione artificiale del Reno nel percorso attuale (antico percorso del Primaro rettificato) con l'inizio dell'Ottocento si poterono iniziare le opere di bonifica anche in quelle paludi, ormai suddivise da quelle di Malalbergo dal nuovo alveo del Reno.

## Territorio e attività

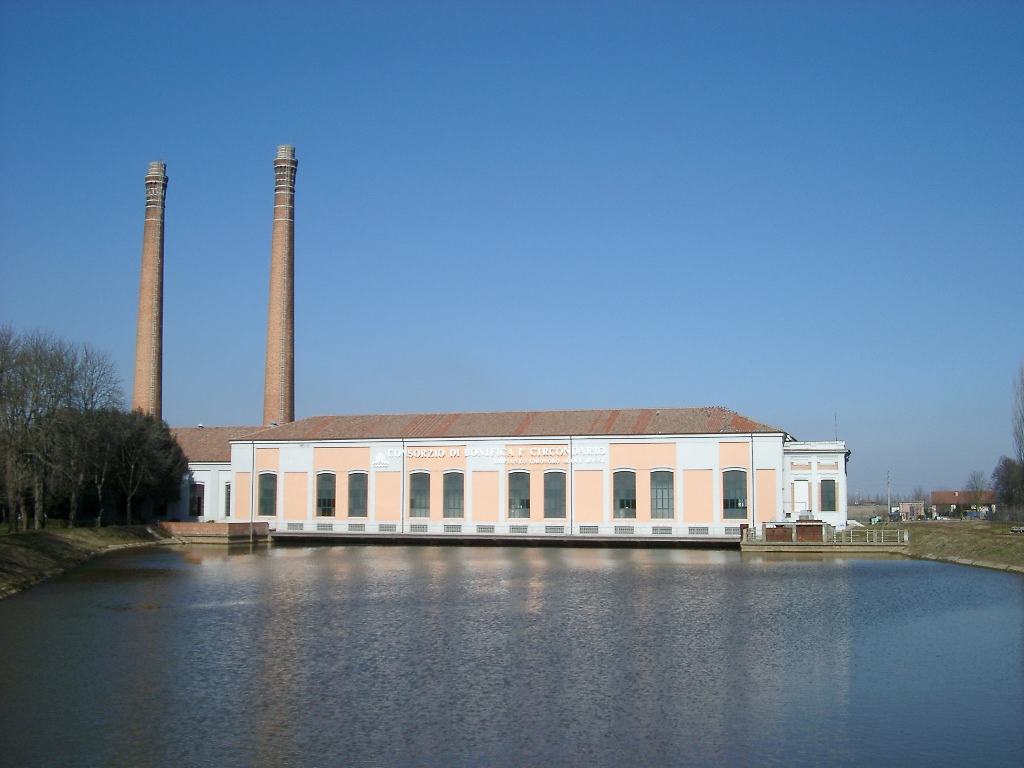
Impianto idrovoro di Acque Basse - Codigoro

Il Territorio è per il 44% sotto il livello del mare, con depressioni che superano i – 4,5 metri, di fatto un grande “catino” limitato e dominato a nord dal Po, a sud dal Reno, ad est dal mare, ad ovest dal Panaro.
Un territorio artificiale la cui esistenza dipende da canali, idrovore e numerosissimi manufatti di regolazione.
Il Comprensorio comprende una superficie di circa 260.000 ha ed è certamente tra le più grandi realtà a livello nazionale per l'importanza delle opere idrauliche presenti, gestisce un vasto territorio, con un 5% di area valliva (12.572 ha) ed un 3% di superficie urbanizzata (circa 7.300 ha). 80 impianti di scolo sono sempre in attività per assicurare il deflusso delle acque interne al mare, altri 90 invece sono dedicati all'irrigazione e operano prevalentemente da aprile a settembre.
Il Consorzio regola le acque interne mediante una estesa e diffusa canalizzazione di 4.200 km con 170 impianti idrovori, per una potenza installata complessiva di 43.860 kw.
Le due attività, scolo ed irrigazione, non sono di fatto separate, ma si “intersecano” per la presenza di canali promiscui (cioè utilizzati sia per lo scolo che per l'irrigazione), mantenere la situazione in equilibrio è complesso, a tal fine l'Ente ha una organizzazione a copertura territoriale, con un elevato livello di automazione ed informatizzazione (telerilevamento-telecontrollo), caratterizzata da 2 settori (Alto e Basso Ferrarese) comprendenti 10 reparti, a ciò si aggiungono 2 settori tecnologici impiantistici (Ferrara – Codigoro), 3 grandi officine oltre a numerose altre strutture di supporto e di appoggio. Due le sedi in Ferrara, una per l'amministrazione e la contabilità (via Borgoleoni 28), l'altra per tutti gli aspetti tecnici, gestionali, agrari e di progettazione, servizi generali, prevenzione e sicurezza sul lavoro, appalti e contratti, adempimenti ambientali (via Mentana 3 e 7).
Sicurezza idraulica, ma anche derivazione a fini produttivi ed ambientali, servizi allo sviluppo di iniziative pubbliche e private del territorio.
Il Consorzio ha il compito di gestire i canali e gli impianti idrovori in modo da evitare allagamenti in caso di forti precipitazioni. Bisogna segnalare che le acque del mare tendono ad infiltrarsi nel suolo e a risalire lungo i fiumi verso l'entroterra. Si riesce a contrastare questa tendenza portando nella fascia costiera acque dolci, evitando così sia ulteriori fenomeni di subsidenza che il fenomeno del cuneo salino, che oggi si manifesta in maggior misura che in passato a causa dei mutamenti climatici. Il Consorzio, alimentando la rete nei mesi primaverili ed estivi, permette il mantenimento di varie zone umide e in generale, concorrendo alla stabilità del territorio, ne tutela anche i beni naturali.
Per fare questo il Consorzio deve prelevare acqua, prevalentemente dal Po, e distribuirla. Le acque vengono derivate dall'impianto idrovoro Pilastresi, gestito dal Consorzio della Bonifica Burana e dall'impianto Palantone (C.E.R), direttamente invece, dai sifoni di Contuga, Berra e Serravalle, ma anche da altri impianti idrovori, come Capodargine o Pontelagoscuro (recentemente inaugurato). Queste acque servono a ricaricare la falda e a mantenere il “franco di coltivazione”, ossia a tenere la superficie freatica alla giusta quota, affinché sia possibile la produzione agricola e non.
L'uomo, nel tempo, ha profondamente influito nel determinare l'attuale assetto del nostro territorio, stabilizzando la rete fluviale e prosciugando ampie aree per assicurarsi possibilità di insediamento. Ma il cresciuto arginamento dei fiumi, li ha resi pensili; la subsidenza naturale, sommata alla subsidenza artificiale provocata dal prosciugamento del suolo e in generale dalla sottrazione di acque e gas a varie profondità, ha contribuito all'abbassamento dei territori compresi tra i vari fiumi, fino a portare migliaia di ha al di sotto del livello del mare, e comunque tutto il comprensorio a scolo meccanico e proprio per questa condizione il Ferrarese ha sempre presentato un rischio idraulico tra i più elevati d'Italia. Si tratta del rischio di allagamento da fiumi, cui sono impegnati a far fronte le Autorità di Bacino del Po e del Reno, rischio di allagamento da mare, affrontato dalla Regione Emilia-Romagna mediante il Servizio Tecnico di Bacino del Po di Volano, e rischio di allagamento da canali, che è affrontato dal Consorzio di Bonifica.
Le attività portate avanti dal Consorzio riguardano la manutenzione delle opere di bonifica attraverso il monitoraggio degli impianti idrovori e dei canali di scolo; la progettazione di nuove opere di bonifica al fine di mantenere sempre attivo ed efficiente lo sviluppo dell'agricoltura e la conservazione delle risorse naturali; la partecipazione alla programmazione territoriale per rendere gli interventi adeguati nelle zone che necessitano maggiori controlli.
Per non andare indietro di molti secoli, possiamo ricordare, per i fiumi gli allagamenti del Po del 1812 e del 1862 e quelli del Reno del 1949, 1950 e 1951; per il mare, gli allagamenti del novembre 1966 e per i canali quelli del 1979; il 18 agosto di quell'anno un nubifragio causò l'interruzione di fornitura elettrica nel settore del territorio provinciale tra Migliarino e il mare; in poche ore, fermatisi gli impianti idrovori, i canali tracimarono producendo l'allagamento di oltre 31.000 ha. Numerosi impianti idrovori sono stati adeguati per non essere più vulnerabili in caso di black-out. Ciò nonostante altre crisi si sono prodotte anche in anni più recenti, nel 1996, nel 2005, nel 2008 e nel 2010. Il rischio di allagamento da fiumi e da canali tende del resto ad accentuarsi con l'impermeabilizzazione artificiale dei territori, che aumenta le portate e riduce i tempi di corrivazione (tempi di percorso delle acque da monte a valle). Non ci sono dubbi: se l'attività ordinaria e quella di continuo adeguamento operata dal nostro Consorzio si dovesse fermare, una buona parte del Ferrarese tornerebbe ad allagarsi.
Il livello di rischio si è oggettivamente innalzato in questi ultimi anni, lo si contrasta operando diverse azioni:
-Stretta collaborazione con tutti i soggetti che hanno un ruolo nella gestione delle acque e del territorio;
-Piani operativi per affrontare le situazioni di rischio;
-Manutenzioni ordinarie e straordinarie;
-Nuove opere
Quindi non solo aspetti economici, ma anche organizzativi.
Il Consorzio ha il compito di garantire la manutenzione ordinaria e l'esercizio delle opere idrauliche di Bonifica, di analizzare le esigenze di interventi di manutenzione straordinaria e di nuove opere, di proporle al finanziamento pubblico di Stato o Regione Emilia Romagna, infine di predisporre e realizzare i relativi progetti.
Per quanto riguarda manutenzione ordinaria e gestione, sono i proprietari dei beni immobili (fabbricati, terreni, strutture) che versano un contributo calcolato in base al beneficio che tali immobili traggono dall'attività di bonifica (contributi di scolo), le aziende agricole versano poi contributi aggiuntivi per la derivazione irrigua a fini produttivi (contributi irrigui).
Per ripartire fra i consorziati i contributi necessari per l'attività del Consorzio esiste uno strumento denominato “Piano di Classifica”, è un documento costruito sulla base di linee guida regionali che suddivide il contributo dei singoli proprietari di beni immobiliari sulla base del beneficio apportato dall'attività del Consorzio sulle singole aree territoriali. Il Piano di Classifica, detto anche Piano di Riparto degli oneri consortili è un documento pubblico